# Rodrigue Dikaba
Rodrigue Dikaba (Tolosa, 28 ottobre 1985) è un calciatore francese naturalizzato congolese (Repubblica Democratica del Congo), difensore dell'Uckange.

## Palmarès

### Club

#### Competizioni nazionali
- Campionato lussemburghese: 1

Fola Esch: 2020-2021